# NGC 7055
NGC 7055 — группа звёзд в созвездии Цефей.
Этот объект входит в число перечисленных в оригинальной редакции «Нового общего каталога».